# Senado do Reino da Itália
O Senado do Reino da Itália (em italiano: Senato del Regno d'Italia) foi a câmara alta do parlamento bicameral do Reino da Itália, oficialmente criada em 4 de março de 1848, atuando como uma evolução do Senado Subalpino original. Foi substituída em 1º de janeiro de 1948 pelo atual Senado da República. Todos os seus membros eram nomeados pelo Rei.

## História

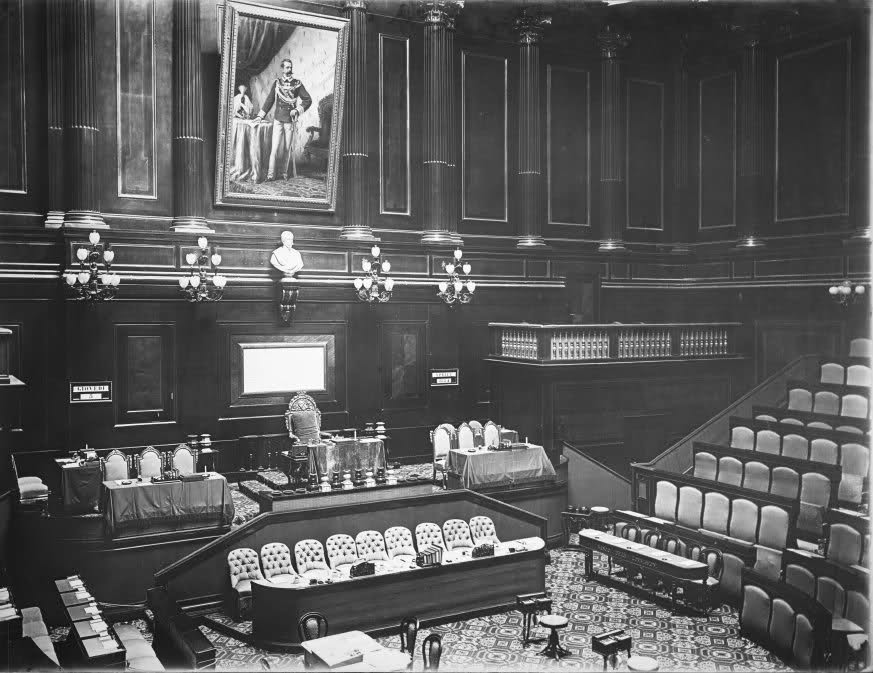
Câmara do Senado em 1884

O Senado do Reino da Itália ganhou destaque nacional em 1860, após a Unificação da Itália, como sucessor direto do Senado Subalpino do Reino da Sardenha, com a adição de membros provenientes dos territórios obtidos durante a Segunda Guerra de Independência Italiana e a Expedição dos Mil. 
O Senado foi inicialmente sediado no Palazzo Madama, em Turim, até 1864, quando foi transferido para o Palazzo Vecchio, em Florença. Finalmente, em 1871, foi transferido para o Palazzo Madama, em Roma. 
Durante o regime fascista, não houve "fascistização" (fascistizzazione) do Senado equivalente à realizada na câmara baixa. Membros do Senado nomeados antes da Marcha sobre Roma, como Luigi Einaudi e Benedetto Croce, mantiveram seus assentos no Senado. No entanto, em 1939, quando a câmara baixa foi transformada na Câmara do Fáscio e da Corporação, 211 novos membros foram adicionados ao Senado.  Quando o fascismo caiu em 25 de julho de 1943, o rei Vítor Emanuel III  nomeou Paolo Thaon di Revel como presidente do Senado, que assumiu o cargo em 2 de agosto de 1943. 
Em 20 de julho de 1944, Pietro Tomasi Della Torretta foi nomeado presidente final do Senado, cargo que ocupou até 25 de junho de 1946. Em agosto de 1944, todos os "senadores responsáveis por manter o fascismo e possibilitar a guerra, por meio de seus votos e ações individuais, incluindo propaganda realizada dentro ou fora do Senado" foram demitidos do cargo. 

### Transformação no Senado da República
Após o referendo institucional de 1946 e a eleição da Assembleia Constituinte, o Senado do Reino deixou de funcionar em 25 de junho de 1946. Foi formalmente suprimido em 7 de novembro de 1947,  levando assim o Senado à extinção, embora na verdade tivesse perdido quase todo o seu poder limitado durante os anos finais do governo fascista. Durante o período fascista, o Senado continha vários membros fascistas, mas como os senadores ocupavam o cargo vitalício, ele permaneceu um tanto fora do sistema estatal do Partido e, assim, com o tempo, foi empurrado cada vez mais para as margens da vida política. 
O Senado do Reino foi a inspiração para o atual Senado da República, que surgiu em 1º de janeiro de 1948. O atual Senado italiano ainda tem membros vitalícios nomeados pelo chefe de Estado; no entanto, diferentemente do Reino, tais membros ocupam apenas cinco assentos, com os outros 200 sendo reservados para senadores eleitos por sufrágio universal direto.

## Estrutura
O rei nomeava os senadores do Reino ad vitam (vitalícios). Eles tinham direito a honrarias ligeiramente superiores às dos deputados eleitos da câmara baixa. Com o tempo, embora permanecesse formalmente um poder real, a nomeação de senadores passou a ser realizada em grande parte por recomendação do primeiro-ministro, que estava sempre em posição de influenciar as decisões do rei e de aumentar o apoio ao governo no Senado por meio da nomeação de "grupos" de senadores. De acordo com o Artigo 33 do Estatuto Albertino, o número de senadores não era limitado, mas eles tinham que ter mais de quarenta anos de idade e ser provenientes de uma das seguintes categorias: 
1. Arcebispos e Bispos do estado;
2. O Presidente da Câmara dos Deputados;
3. Deputados que tenham exercido o cargo em três legislaturas ou por mais de seis anos;
4. Ministros de Estado;
5. Subsecretários de Estado;
6. Embaixadores;
7. Ministros Plenipotenciários, que exerceram funções por mais de três anos;
8. Primeiros Presidentes e Presidentes do Tribunal de Cassação e do Tribunal de Contas;
9. Primeiros Presidentes do Tribunal de Recurso;
10. O Advogado-Geral do Tribunal de Cassação e o Procurador-Geral, depois de terem servido durante cinco anos;
11. Presidentes da Classe de Magistrados dos tribunais de apelação, que tenham exercido funções durante mais de três anos;
12. Membros do Tribunal de Cassação e do Tribunal de Contas, após 5 anos
13. Advogados gerais e fiscais, após 5 anos
14. Oficiais generais de terra e mar, embora os majores-generais e contra-almirantes tivessem que ter servido por mais de cinco anos naquela patente;
15. Conselheiros de Estado que atuaram por mais de cinco anos;
16. Conselheiros de divisão que serviram três mandatos como presidente do conselho;
17. Intendentes-generais que serviram por mais de sete anos;
18. Membros da Academia Nacional de Ciências após sete anos de filiação;
19. Membros ordinários do Conselho Superior da Instrução Pública, após sete anos de mandato
20. Qualquer pessoa que tenha glorificado a nação por meio de serviços ou méritos excepcionais;
21. Qualquer pessoa que pagou três mil liras em impostos de importação durante um período de três anos sobre sua própria propriedade ou empresa.

Os membros masculinos da família real eram membros do Senado ex officio e sentavam-se imediatamente atrás do presidente do Senado. Começavam a frequentar o Senado ao completarem 21 anos e tinham direito a voto aos 25. 